# Кристиансен, Мадс
Мадс Кристиансен (дат. Mads Christiansen; род. 3 мая 1986, Нествед) — датский гандболист, выступает за датский клуб «Фредерисия». Бывший игрок сборной Дании. Олимпийский чемпион 2016 года и чемпион Европы 2012 года.

## Карьера

### Клубная
Мадс Кристиансен начал профессиональную карьеру в 2004 году в клубе ГОГ. В 2006 году Кристиансен перешёл TMS Ringsted. В 2008 году Мадс Кристиансен перешёл в «Ольборг». В составе «Ольборга» Мадс выиграл чемпионат Дании. В 2011 году Кристиансен перешёл в клуб «Твис-Тим Хольстебро». В 2013 году Мадс Кристиансен перешёл в «Бьерринбро-Силькеборг». В составе «Бьеррингбро-Силькеборг» Кристиансен выиграл чемпионат Дании. В 2016 году Кристиансен перешёл в немецкий клуб СК «Магдебург».

### В сборной
Мадс Кристиансен выступал в 2007—2016 годах за сборную Дании. Сыграл за сборную 117 матчей и забросил 257 мячей.

## Титулы
- Чемпион Дании: 2010, 2016
- Олимпийский чемпион 2016
- чемпион Европы: 2012
- Серебряный призёр чемпионата Мира: 2011
- Серебряный призёр чемпионата Европы: 2014

## Статистика
Статистика Мадс Кристиансен сезона 2018/19 указана на 12.6.2019
| Сезон       | Клуб      | Лига       | Матчи | Голы | 7-метр | Голы |
| ----------- | --------- | ---------- | ----- | ---- | ------ | ---- |
| 2017/18     | Магдебург | Бундеслига | 30    | 89   | 0      | 89   |
| 2018/19     | Магдебург | Бундеслига | 34    | 56   | 0      | 56   |
| 2016 - н.в. | Итого     | Бундеслига | 64    | 145  | 0      | 145  |